# Nosodendron loebli
Nosodendron loebli är en skalbaggsart som beskrevs av Jiri Háva 2003. Nosodendron loebli ingår i släktet Nosodendron och familjen almsavbaggar. Inga underarter finns listade i Catalogue of Life.